# Kemperplas
De Kemperplas (in de volksmond ook wel het Kempersgat genoemd) is een kunstmatige waterplas in Vethuizen in de Nederlandse provincie Gelderland. Het is ontstaan door kleiafgraving ten behoeve van de steenfabriek van Den Daas in Azewijn. In vroeger tijden werd er in de winter door jongerenorganisaties een koek-en-zopie-kraam geplaatst omdat er volop geschaatst werd. Tegenwoordig is er een camping bij het water.

## Noodweer 2010
Op 14 juli 2010 werd Vethuizen rond 19:00 uur getroffen door zwaar noodweer. Door een zware storm werden twintig caravans in het water van de Kemperplas geblazen. Hierbij vielen twee doden en drie zwaargewonden. Een groot aantal boerderijen in de omgeving van de Kemperplas werd zwaar getroffen. Ook knapten er diverse elektriciteitsmasten door de storm. Iets wat tot die tijd nog nooit was voorgekomen in Nederland, aldus Tennet.